# Mikael Hylin
Björn Mikael Niklas Hylin, ursprungligen Ruttkay, född 21 februari 1962 i Skarpnäck, är en svensk regissör och manusförfattare. 

## Biografi
Hylin är son till Ivan Ruttkay och hans dåvarande hustru Carin (omgift Hylin).
Han har bland annat gjort filmintervjuer med livstidsdömda. Han har även gjort några dokumentärer om Palmemordet. Dokumentären Jag såg mordet på Palme (2006) framför teorin att det var Christer Pettersson som utförde mordet, men i tron att det var Sigge Cedergren. Hylin har även regisserat dokumentärserien Palme, träsket och mordrättegångarna.
Hylin tilldelades Guldspaden för avslöjandet av Jan Guillou och hans samröre med KGB och den sovjetiske spionchefen Jevgenij Gergel.
Han startade Spionpodden 4 december 2019.

## Filmografi (i urval)

### Regi
- 1990 - Storstad (Drama-serie)
- 1992 - Kvällspressen (Drama-serie i sex delar)
- 1995 - Älskar, älskar inte
- 1997 - Vänner och Fiender (Drama-serie)
- 2000 - Hassel - Förgörarna
- 2001 - Dream

### Dokumentärfilm/serier
- 1987 - I andarnas grepp (Inspelad i Venezuelas djungler)
- 1988 - Barn som föder barn (Inspelad i Caracas)
- 2003 - Norrmalmstorgsdramat inifrån
- 2006 - Jag såg mordet på Palme
- 2011 - Diamond Dogs
- 2018 - Palme, träsket och mordrättegångarna

### Producent/Kreativ producent
- 1996 - Lilla Jönssonligan och cornflakeskuppen
- 1997 - Expedition Robinson (TV-serie)
- 1997 - Lilla Jönssonligan på styva linan
- 2006 - Jag såg mordet på Palme
- 2015 - Min hemlighet

### Manus
- 1996 - Lilla Jönssonligan och cornflakeskuppen
- 1997 - Lilla Jönssonligan på styva linan

### Jurymedlem
- 2013- Yari Film Festival (iranska filmfestivalen)
- 2016-2017 Balkan New Film Festival i Stockholm

## Opera

### Regi
- 'Askungen' - (av Gioacchino Rossini premiär på Confidencen)
- 'Trollflöjten' - (av Wolfgang Amadeus Mozart premiär på Vallentuna Operan med bli Bengt Rundgren.)
- 'Don Pasquale' - (av Gaetano Donizetti premiär på Confidencen)
- 'La finta semplice' - (av Wolfgang Amadeus Mozart premiär på Confidencen)
- 'Den brottsliga modern' - (musik/libretto: Inger Wikström. Libretto/regi: Mikael Hylin. Pjäs av: Pierre de Beaumarchais. Premiär på Confidencen.)
- 'Figaros bröllop' - (av Wolfgang Amadeus Mozart premiär på Confidencen)
- 'Näktergalen' - (musik/libretto: Inger Wikström. Urpremiär [Theater Ulm] sedan Kungliga Operan, Rotundan.
- 'Lohengrin' - (regi: Götz Friedrich. regiassistent: Mikael Hylin

## Teater/Show

### Regi
| År   | Produktion            | Upphovsmän                    | Teater         |
| ---- | --------------------- | ----------------------------- | -------------- |
| 1993 | Abba – The True Story | Måns Herngren och Hannes Holm | Berns salonger |

## Undervisning
- 2007-2009 Regilärare på European Film College
- 2015-2017 Regi- och dokumentärfilmslärare (Medieinstitutet i Stockholm)
- 2018-2019 Masterclasses i filmförståelse på NCA (National College of Arts in Lahore, Pakistan) och [Riphah International University] i samarbete med United Nations Information Centres (UNIC).